# آزیتا رصافی
آزیتا رصافی زاده کرمانشاه نویسنده، کارگردان و تهیه‌کننده ایرانی است. او فارغ‌التحصیل کارشناسی صنایع دستی و کارشناسی ارشد تهیه‌کنندگی است. آزیتا رصافی مجموعه‌ای از فیلم‌های کوتاه داستانی و مستند را کارگردانی و تهیه‌کنندگی کرده‌است. او عضو کارگاه ایده‌پردازی و فیلم‌نامه‌نویسی ترمه است و همچنین نویسنده‌ی رمان «اوین دختری که از غرب آمد و خاطراتی از جنگ داشت» که توسط نشر آنیما به چاپ رسیده‌است.

## زندگی‌نامه
او در کرمانشاه به دنیا آمد. او از تولد تا مقطع دیپلم ریاضی را در کرمانشاه به سر برد، سپس برای تحصیل در رشته‌ی کارشناسی صنایع دستی به دانشگاه سیستان و بلوچستان رفته است. سال‌ها به تدریس در انجمن سینمای جوان مشغول بود. او به عنوان مدیر فرهنگی سازمان فرهنگی هنری شهرداری و مدیر فرهنگسرای مهر کاشان به مدت ۴ سال همکاری نمود.  او به مدت ۳ سال نیز مدیر فرهنگی سازمان آموزش و پژوهش حوزه‌ی هنری بود و پس از فارغ‌التحصیلی از دانشکده‌ی صداوسیما به فعالیت اصلی خودش (فیلمسازی) روی آورد. او در جشنواره‌های متعدد داخلی و خارجی شرکت کرده و موفقیت‌هایی نیز کسب کرده‌است.

## صحبت‌های او درباره‌ی بعضی فیلم‌هایش
او دربارهٔ مستند «اینجا مردمانی زندگی می‌کنند» گفت:
روستای زرده فراموش شده‌است… درست است که هرازگاهی دوربین‌ها وخبرنگاران ازشهرها وکشورهای مختلف به آن‌جا می‌روند و گزارش وفیلم تهیه می‌کنند، اما مشکلات مردم هنوز باقی‌ست.
آزیتا رصافی دربارهٔ مستند «روبان قرمز» گفت: چرا مردمانی که به بیماری ایدز مبتلا نشده‌اند از مردمانی که ایدز دارند فاصله می‌گیرند؟ آنها خودشان هم دوست ندارند به چنین بیماری مبتلا شوند.

## فیلم‌شناسی
- فراموشخانه (۱۳۸۰)
- مسافر تهران (۱۳۸۹ تهیه‌کننده)
- مجموعهٔ مستند سیزده‌ساله‌ها(۱۳۸۹)[۴]
- مجموعهٔ مستند آرزوهای خط‌خورده(۱۳۹۰)
- به یاد شانه‌های تو (۱۳۹۰)
- مشاهیر تهران (۹۱–۱۳۹۰)[۵]
- مجموعهٔ مستند روبان قرمز (۱۳۹۱)
- اینجا مردمانی زندگی می‌کنند (۱۳۹۱)
- خاک‌های نرم کوشک (۱۳۹۱ تهیه‌کننده)
- ساکنان رود قره‌سو (۱۳۹۵)
- آسمان مال من است (۱۳۹۶)
- سریال زندگی از نو (نویسنده)
- سریال به رنگ خاک (نویسنده)
- روایت ناتمام یک رویا (1400- نویسنده و کارگردان)